# Sarah Nile
Sarah Nile (Nápoles, 10 de outubro de 1985) é uma modelo e apresentadora de TV italiana.

## Biografia
No verão de 2008 ela participou como showgirl no programa de Canale 5 Veline. Foi Coelhinha da Playboy 
Participou da décima edição do Grande Fratello, versão italiana do Big Brother. Ficou conhecida mundialmente por ter se envolvido afetivamente com outra modelo dentro da casa do Grande Fratello, Veronica Ciardi: ambas mantém o relacionamento fora da casa. 
Nas temporadas televisivas de 2010/2011 e 2011/2012 participou, como showgirl do programas do Canale 5 Mattino Cinque, Pomeriggio Cinque, Domenica Cinque e Capodanno Cinque. Em dezembro de 2010 ela participou como showgirl no game show do Italia 1 The Call. A partir de 7 de março de 2012 ela vem apresentando Rocking TV.